# São Tomé (capital)
São Tomé és la capital i la ciutat principal de l'estat insular africà de São Tomé i Príncipe. Situada al nord-est de l'illa de São Tomé, l'any 2005 tenia 56.166 habitants. És també la capital del districte d'Água Grande. El seu important port és a la badia d'Ana Chaves, enmig de la qual s'alça l'illot de les Cabres (ilhéu das Cabras). Està situada al nord-est de Trindade, al sud-est de Guadalupe i al nord-oest de Santana, ciutats amb les quals connecta a través de diverses carreteres i, sobretot, mitjançant l'autovia que ressegueix tota la costa de l'illa.

## Història
Álvaro de Caminha va fundar la colònia de São Tomé el 1493. Els portuguesos van arribar a São Tomé a la recerca de terres per cultivar canya de sucre. L'illa estava deshabitada abans de l'arribada dels portuguesos cap al 1470. São Tomé, situat a uns 40 km al nord de l'equador, tenia un clima prou humit per créixer canya de sucre en abundància salvatge. L'any 1497, 2.000 nens jueus, de vuit anys i menys, foren portats de la península Ibèrica, per rebre educació catòlica, seguint la política nacional de conversió al catolicisme. El proper Regne africà de Kongo també es va convertir en una font de treball esclau. L'illa de São Tomé va ser el principal centre de producció de sucre al segle xvi; va ser superat pel Brasil el 1600.
São Tomé es centra en una catedral del segle xvi, que va ser reconstruïda en gran part al segle xix. Un altre dels primers edificis és el Fort São Sebastião, construït el 1566 i actualment Museu de São Sebastião. El 9 de juliol de 1595 una revolta d'esclaus encapçalada per Rei Amador va prendre el control de la capital; van ser sotmesos el 1596. El 1599, els holandesos van prendre la ciutat així com les illes durant dos dies; la van tornar a ocupar el 1641 durant un any.
Fou la capital de la colònia portuguesa de São Tomé i Príncipe fins al 1753 i posteriorment ho ha estat des del 1852, capitalitat que va conservar quan l'arxipèlag aconseguí la independència el 1975.

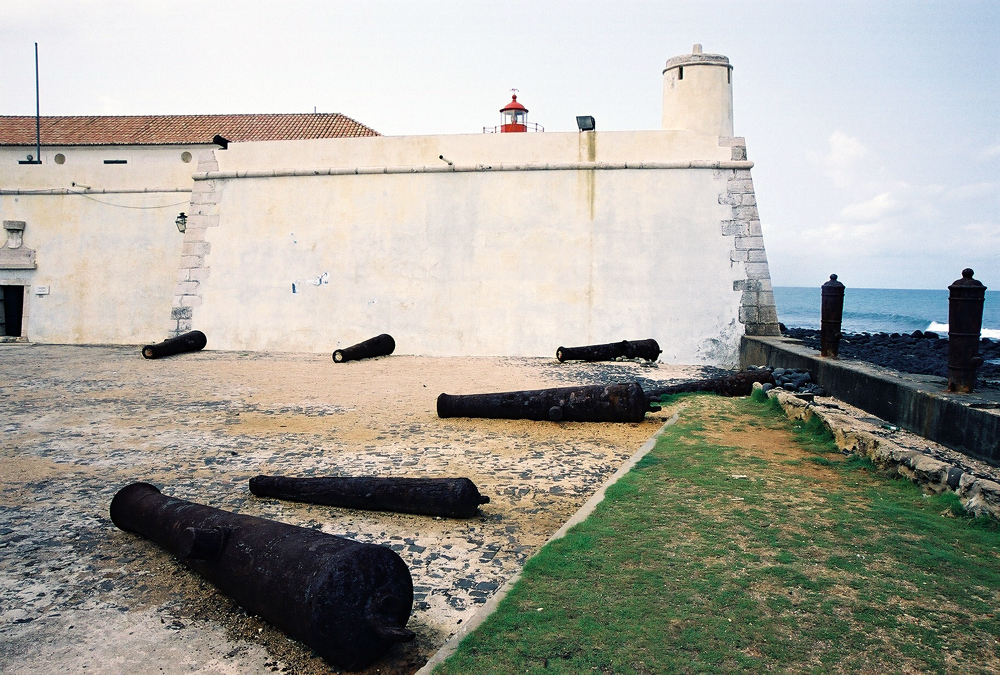
El fort de São Sebastião

La ciutat està centrada per la catedral del segle xvi. Un altre edifici antic és el fort de São Sebastião, construït el 1575, actualment seu del Museu Nacional de São Tomé. Altres llocs d'interès són el Palau Presidencial, l'església dels Pescadors i el cinema. São Tomé té també un parell de mercats, una emissora de ràdio i televisió, un hospital, diversos centres educatius i un aeroport internacional. És el nus de comunicacions per carretera de l'illa. La ciutat també és coneguda per les seves representacions teatrals del Tchiloli, tragèdia en vers del poeta renaixentista de Madeira Baltasar Dias.
São Tomé també s'ha fet famosa pel seu paper en la conversió forçada de jueus durant la Inquisició. Quan el rei Manuel I de Portugal va voler forçar els jueus a convertir-se, els va arrabassar les criatures i les va enviar a aquella remota illa de l'Atlàntic.

## Geografia
Important com a port, São Tomé es troba a la badia d'Ana Chaves, al nord-est de l'illa de São Tomé, i Ilhéu das Cabras es troba a prop de la costa. São Tomé es troba al nord-est de Trindade, al sud-est de Guadalupe i al nord-oest de Santana. Està enllaçada amb aquestes poblacions per una carretera que envolta tota l'illa de São Tomé. Connecta amb Cap Verd mitjançant un ferri setmanal.
Les característiques de la ciutat inclouen el Palau Presidencial, la catedral i un cinema. La ciutat també acull escoles, i escoles secundàries, instituts, un politècnic, dos mercats, tres emissores de ràdio, la televisió pública TVSP, diverses clíniques i hospitals, el principal aeroport del país - l'aeroport internacional de São Tomé (amb vols regulars directes a Angola, Gabon, Ghana i Portugal així com vols domèstics ocasionals a Príncipe), i moltes places (praças). São Tomé també és el centre de les xarxes de carreteres i autobusos de l'illa. La ciutat és coneguda perquè s'hi toca el tchiloli, una tradició musical singular.

### Flora i fauna
La vegetació original de les illes era una exuberant selva tropical, amb una transició gradual de boscos de terres baixes a boscos de boira. Part de l'àrea de les illes, principalment en el sud i l'oest, encara està coberta de selva tropical. Gran part d'aquesta selva en l'actualitat és creixement secundari en terres de plantacions abandonades. La flora i la fauna inclouen moltes espècies estranyes i endèmiques, la qual cosa reflecteix l'aïllament i la diversitat ambiental de les illes. A Sao Tomé i Príncipe es poden trobar ocells com l'ibis, el capsigrany i el picgros. Moltes de les plantes, ocells, rèptils i petits mamífers estan amenaçats per la pressió sobre el bosc tropical que queda.

## Clima
São Tomé presenta un clima tropical humit i sec (Köppen As), tot i que no està molt per sobre d'un clima semiàrid (BSh) a causa de la influència del fred corrent de Benguela. Això fa que fins i tot els mesos més humits siguin més secs del que s'esperaria per a una latitud tan baixa, però al mateix temps fa que la ciutat sigui molt ennuvolada i emboirada fins i tot durant l'estació seca gairebé sense pluja a mitjan any. La ciutat té una estació humida relativament llarga d'octubre a maig i una estació seca curta. A São Tomé cauen de mitjana una mica menys de 900 mm d'aigua de pluja anualment. Les temperatures a la ciutat són relativament constants, amb temperatures mitjanes altes normalment al voltant dels 30 °C (86 °F) i temperatures baixes mitjanes al voltant dels 22 °C (71.6 °F).

## Demografia i religió
| 1991   | 1997   | 2000   | 2001   | 2005   | 2010   | 2015   |
| 42.331 | 49.541 | 49.997 | 49.957 | 56.166 | 65.468 | 71.868 |

| Any  | Població | Percentatge de variació |
| ---- | -------- | ----------------------- |
| 1990 | 42331    | -                       |
| 2000 | 49957    | +18%                    |
| 2003 | 53300    | +6.7%                   |
| 2018 | 71868    | +34.8%                  |

### Religió
La majoria de la població de Sao Tomé és cristiana, sent la major denominació d'aquest tipus l'Església Catòlica Romana (representada per la Diòcesi de Sao Tomé i Príncipe), i també hi ha un nombre considerable de cristians protestants de l'Església Universal del Regne de Déu, les Assemblees de Déu i l'Església Adventista del Setè Dia.

### Llocs de culte

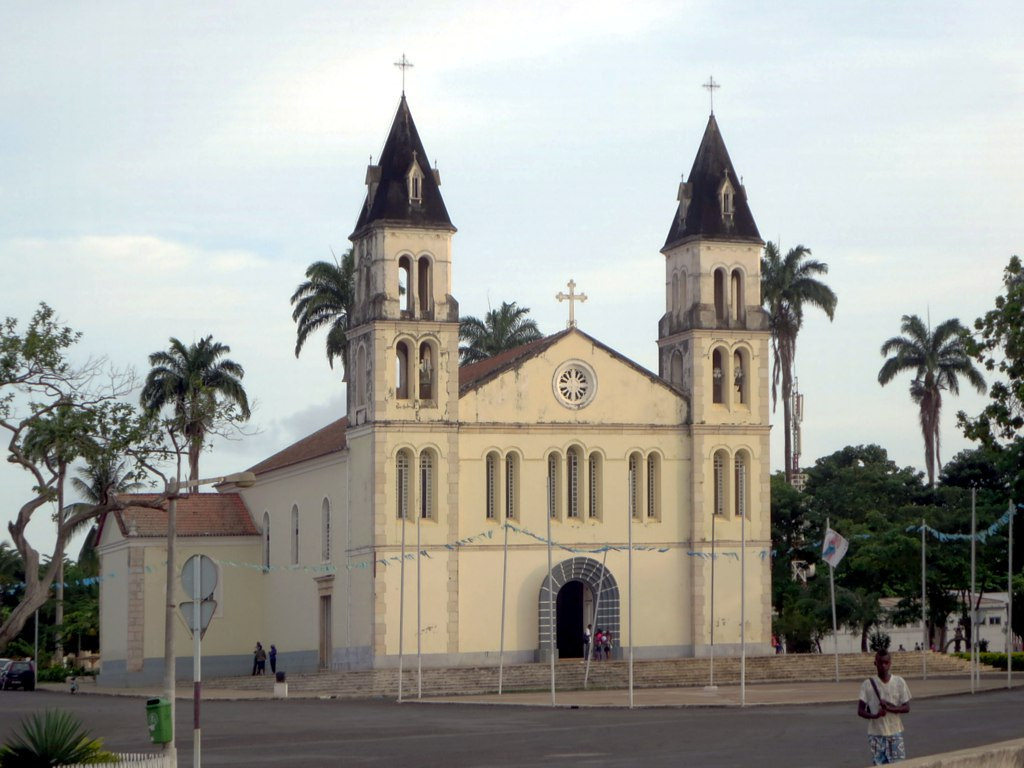
Catedral de Nostra Senyora de Gràcia, São Tomé
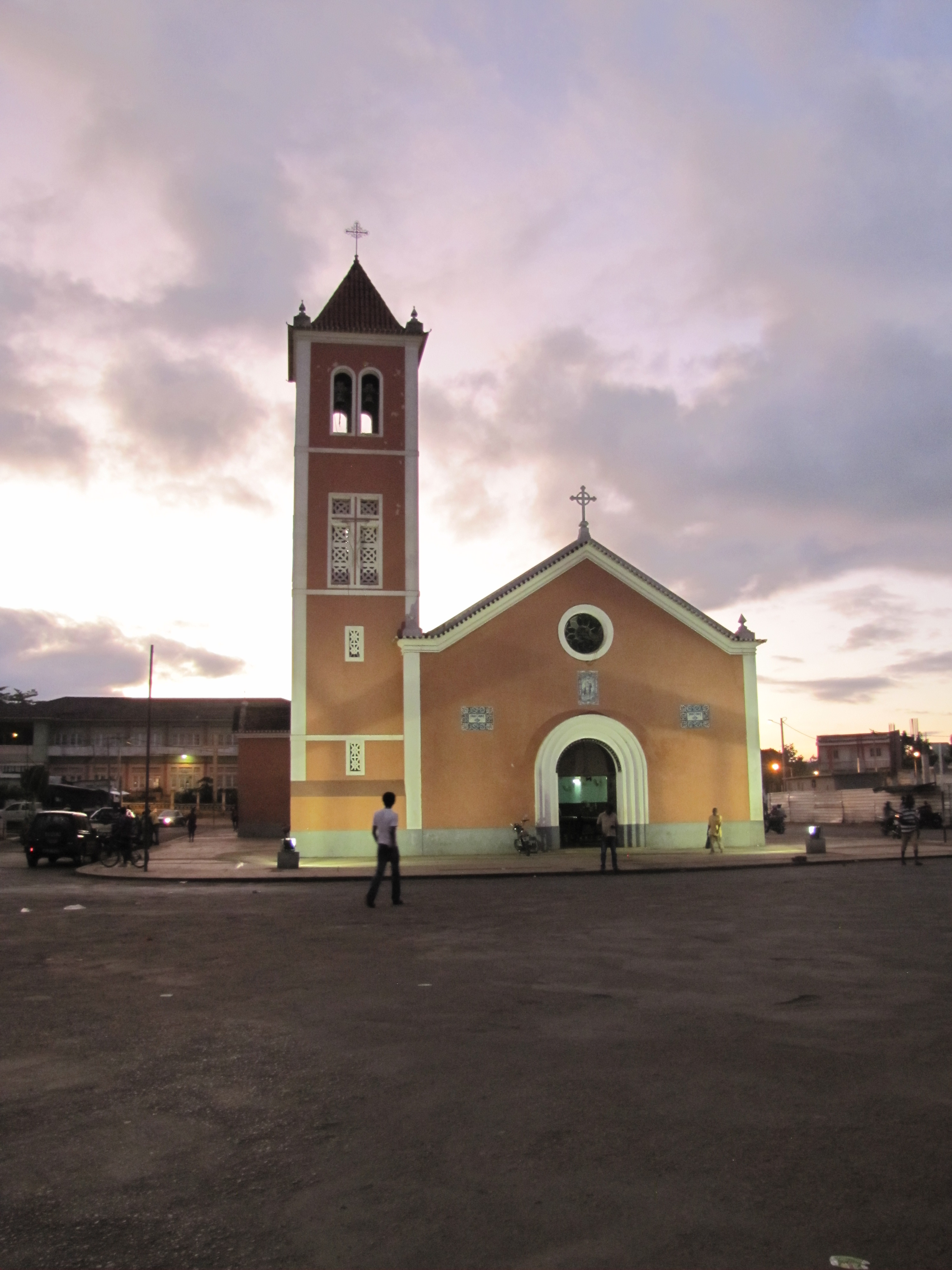
Església de Nostra Senyora de la Concepció, São Tomé

Entre els llocs de culte, són predominantment esglésies i temples cristians: Diòcesi Catòlica Romana de São Tomé i Príncipe (Església Catòlica), Església Universal del Regne de Déu, Assemblees de Déu.

## Transport
São Tomé és servit per l'Aeroport Internacional de São Tomé amb vols regulars a Europa i altres països africans.

## Esports
Els clubs esportius amb seu a la ciutat són l'Sporting Praia Cruz i el Vitória FC amb seu al barri de Riboque. Tots els clubs juguen a l'Estádio Nacional 12 de Julho.

## Educació
Les principals entitats educatives són:
- Universitat de São Tomé i Príncep, fundada el 2016
- Liceu Nacional
- Escola Preparatòria Patrice Lumumba
- Biblioteca Nacional de São Tomé i Príncipe

Les següents escoles internacionals portugueses es troben a la ciutat:
- Escola Portuguesa de S. Tomé
- Institut Diocesà de Formació João Paulo II
- Escola Bambino
- Escola Internacional de S. Tomé e Príncipe

## Pel·lícula relacionada amb Sao Tomé
- Tràfic de persones: una breu història de l'esclavitud. Episodi 2: 1375-1620: Per tot l'or del món. Daniel Cattier, Juan Gélas, Fanny Glissant (directors): França, 2018. (a art-tv Arxivat 2022-09-03 a Wayback Machine.)

## Persones notables nascudes a Sao Tomé
- José Viana dona Motta (1868-1948), pianista i compositor portuguès

- José de Sousa e Faro (1886-1962), administrador colonial i militar portuguès, governador general d'Angola 1930/31

- Francisco José Tenreiro (1921-1963), poeta, assagista, geògraf i polític

- Guadalupe de Ceita (nascuda el 1929), mèdica, escriptora i política, important activista independentista

- Miguel Trovoada (nascut el 1936), Primer Ministre (1975-1979) i President (1991-2001) de Sao Tomé i Príncipe

- Aurélio Martins (nascut el 1966), periodista, empresari i polític, president del Moviment per a l'Alliberament de Sao Tomé i Príncipe / Partit Social Demòcrata des de 2011

- Nuno Espírito Sant (nascut el 1974), porter i entrenador de futbol portuguès

- Elsa Garrido (nascuda el 1977), política i activista mediambiental

- Severina Cravid (nascuda el 1978), atleta portuguesa

- Naide Gomes (nascuda el 1979), esportista portuguesa

- Katya Aragão (nascuda el 1986), cineasta, productora i periodista

- Harramiz Soares (nascut el 1990), jugador de futbol

- Joazhifel Soares (nascut el 1991), futbolista

- Olímpia Barbosa (nascuda el 1995), corredora de tanques portuguesa

- Gedson Fernandes (nascut el 1999), futbolista portuguès

- José de Almada Negreiros, pintor futurista

## Agermanaments
- Kingstown, Saint Vincent i les Grenadines
- Lisboa, Portugal[17][18]

## Galeria

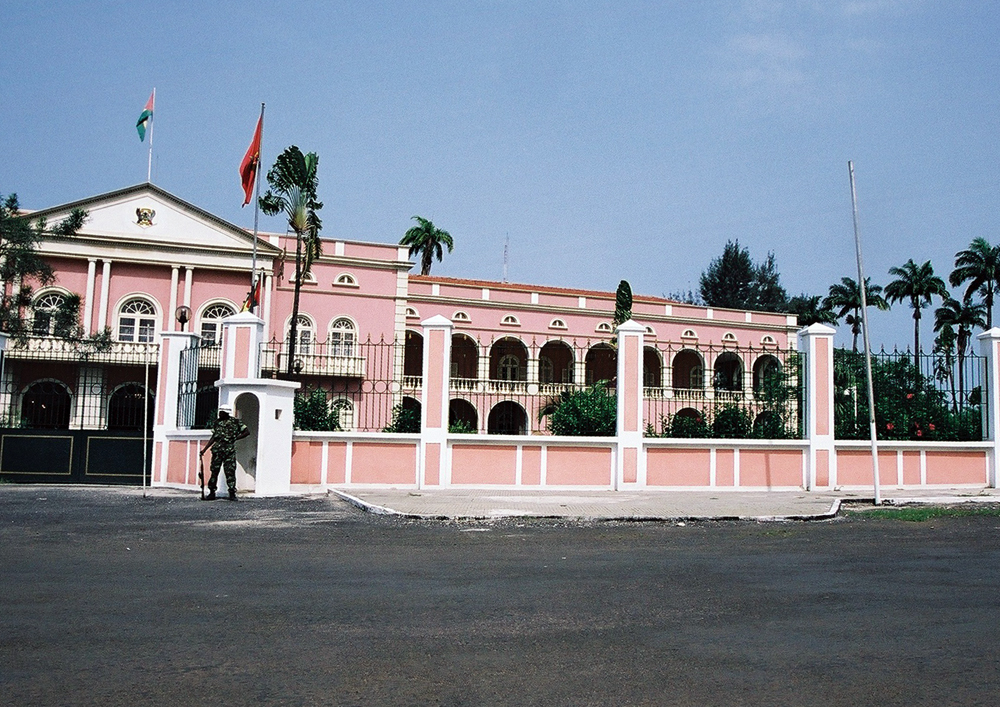
Palau presidencial
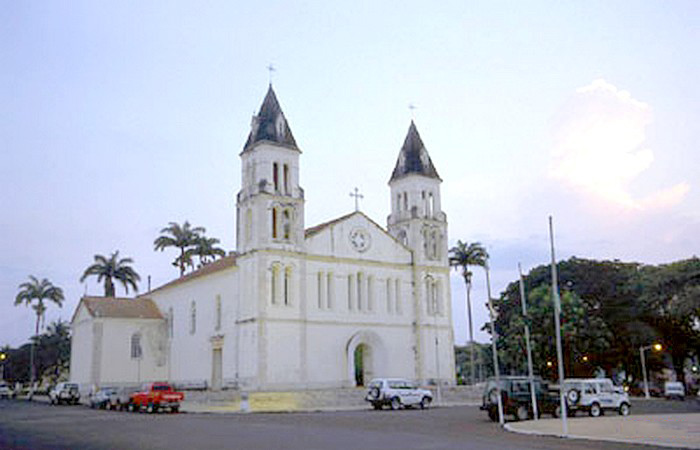
Seu
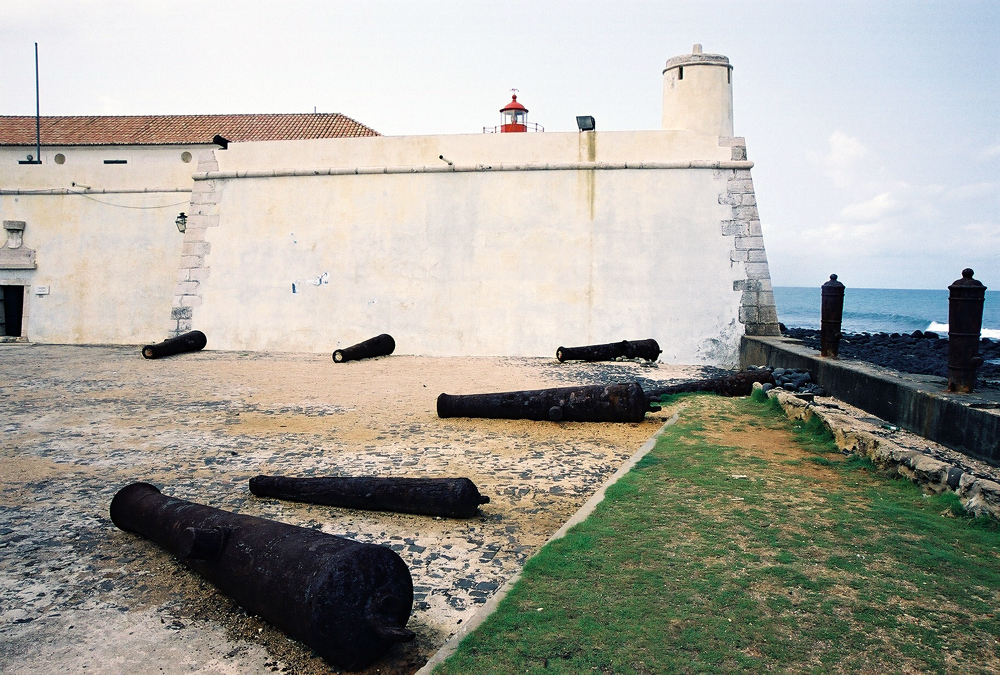
Forte de São Sebastião
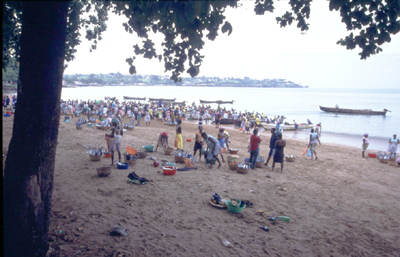
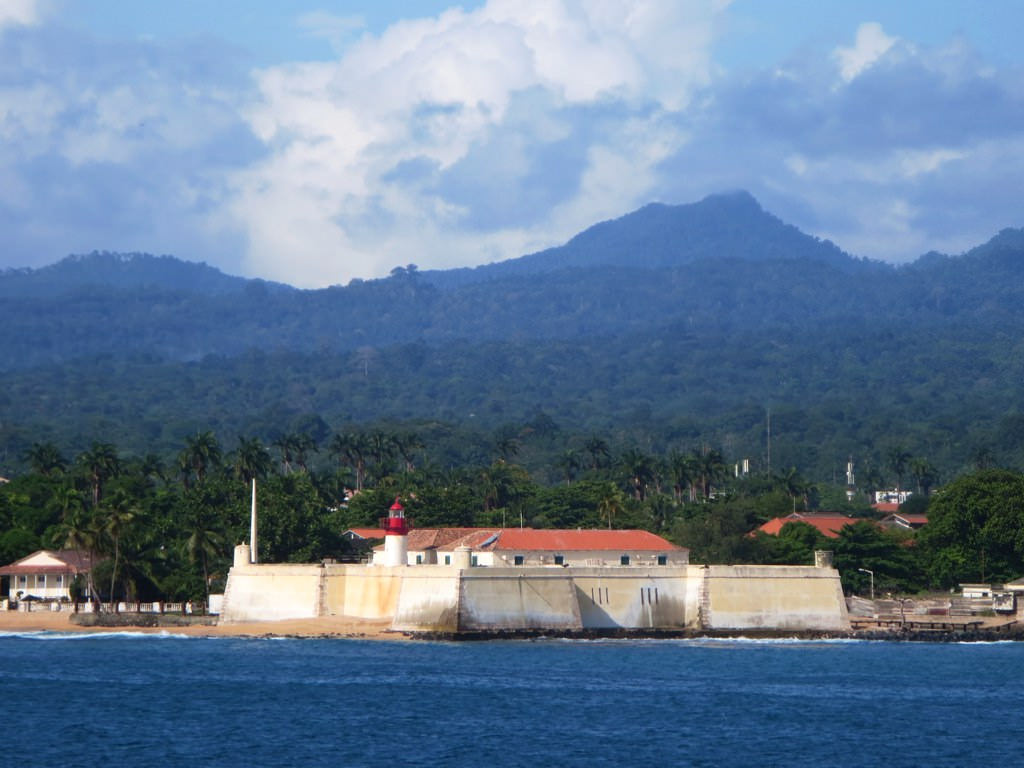
Museu de São Sebastião.
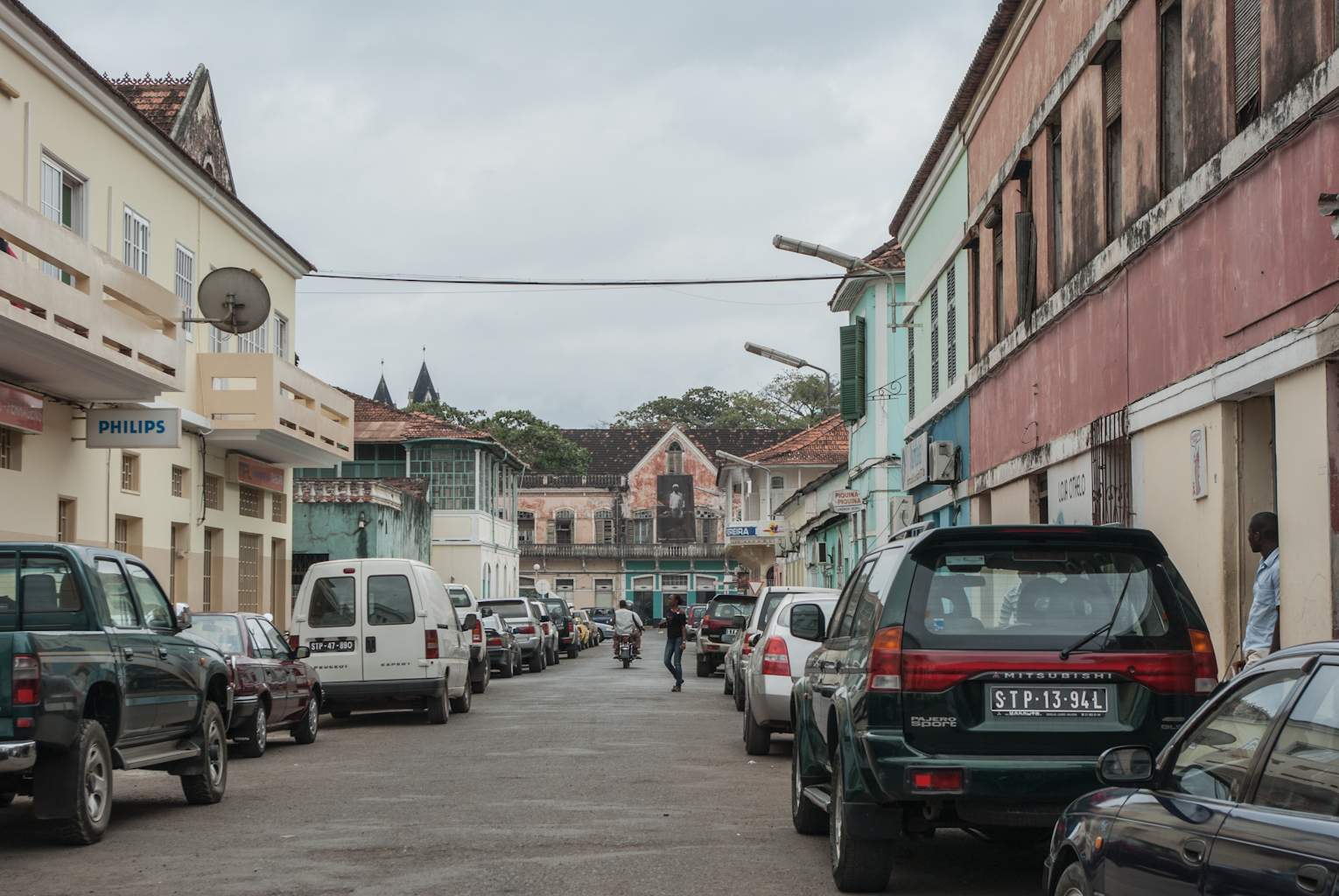
Ciutat de São Tomé
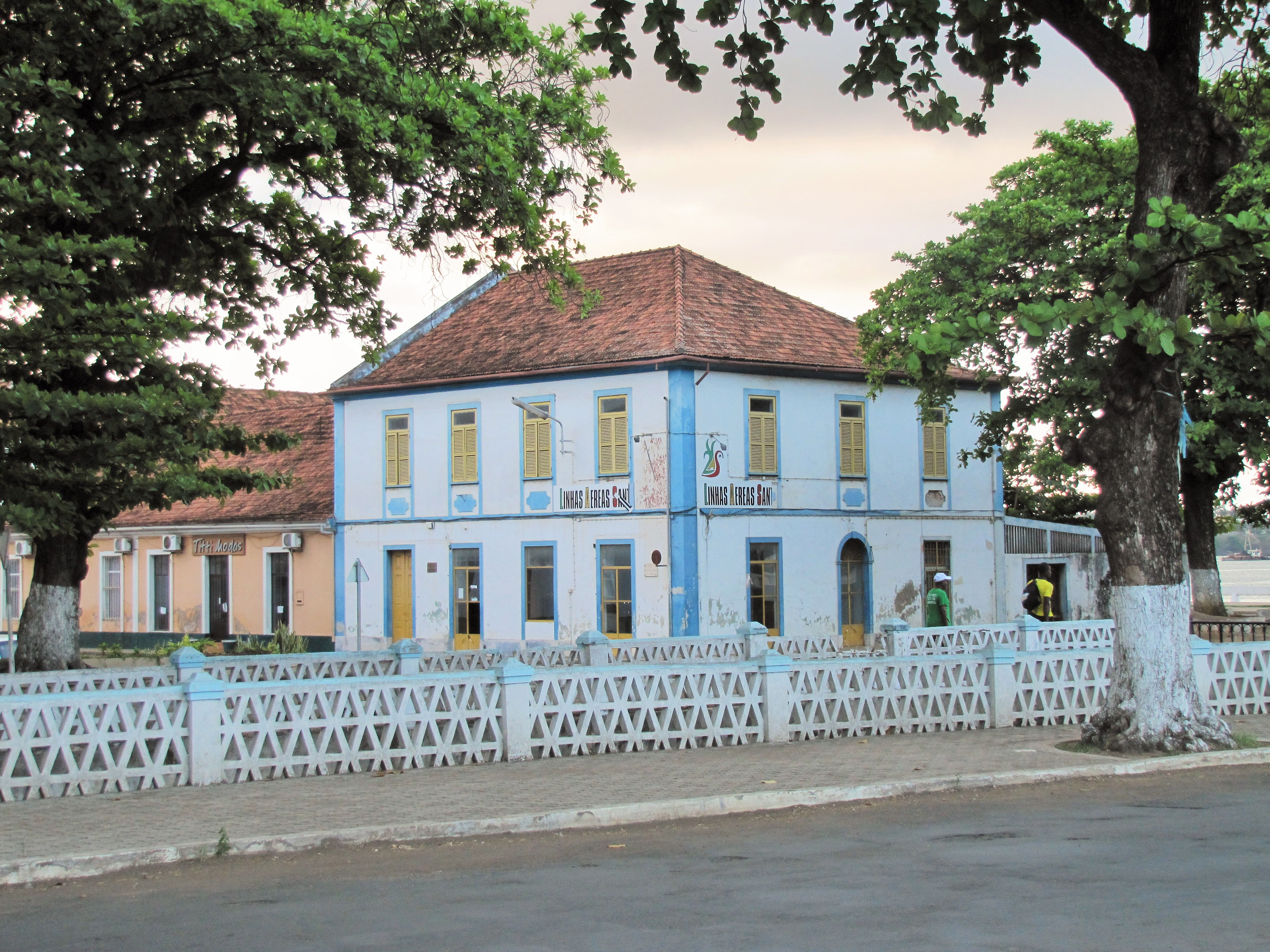
Centre de São Tomé
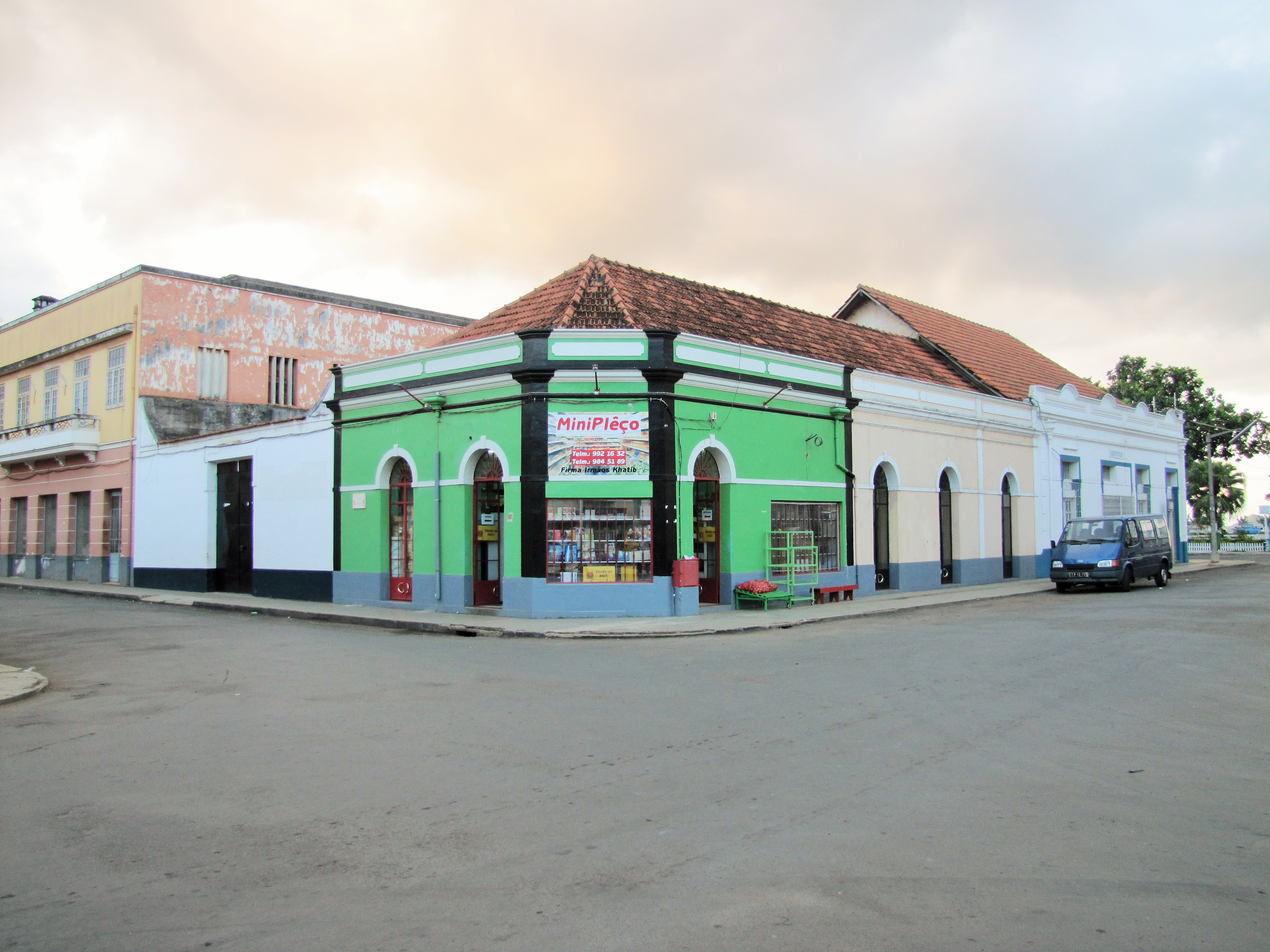
Ciutat de São Tomé
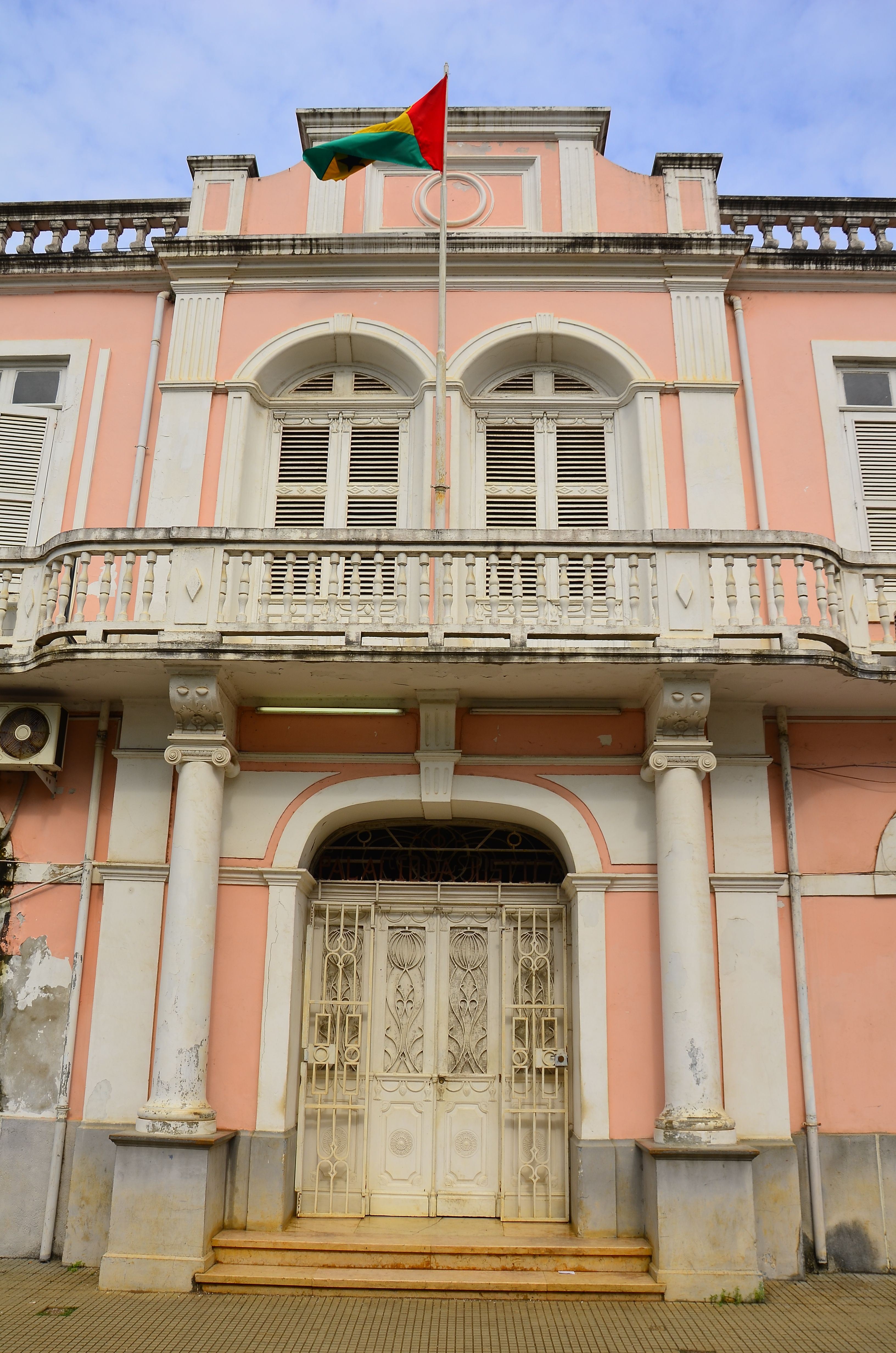
Tribunal Suprem de São Tomé i Príncep
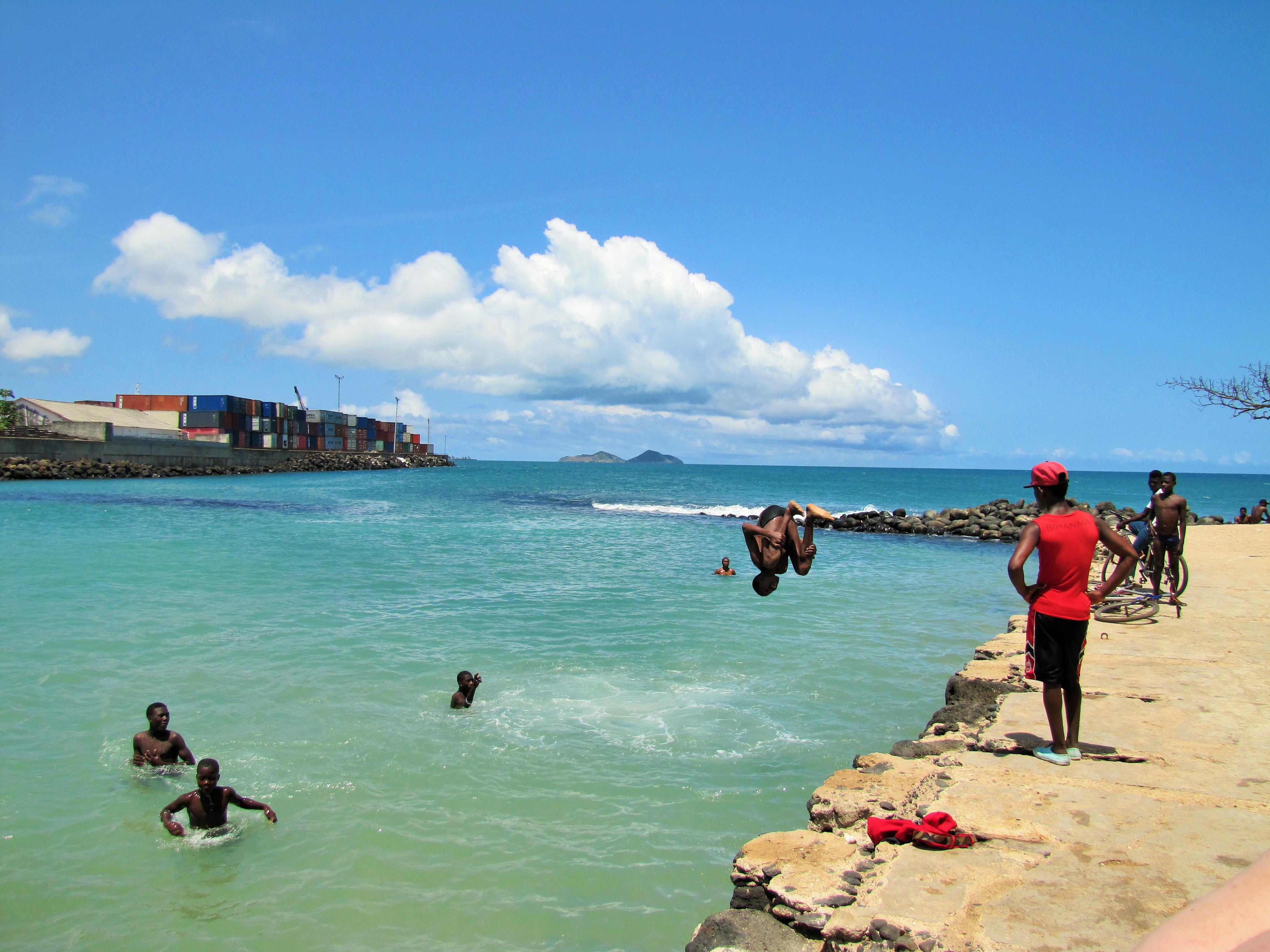
Salt de moll infantil
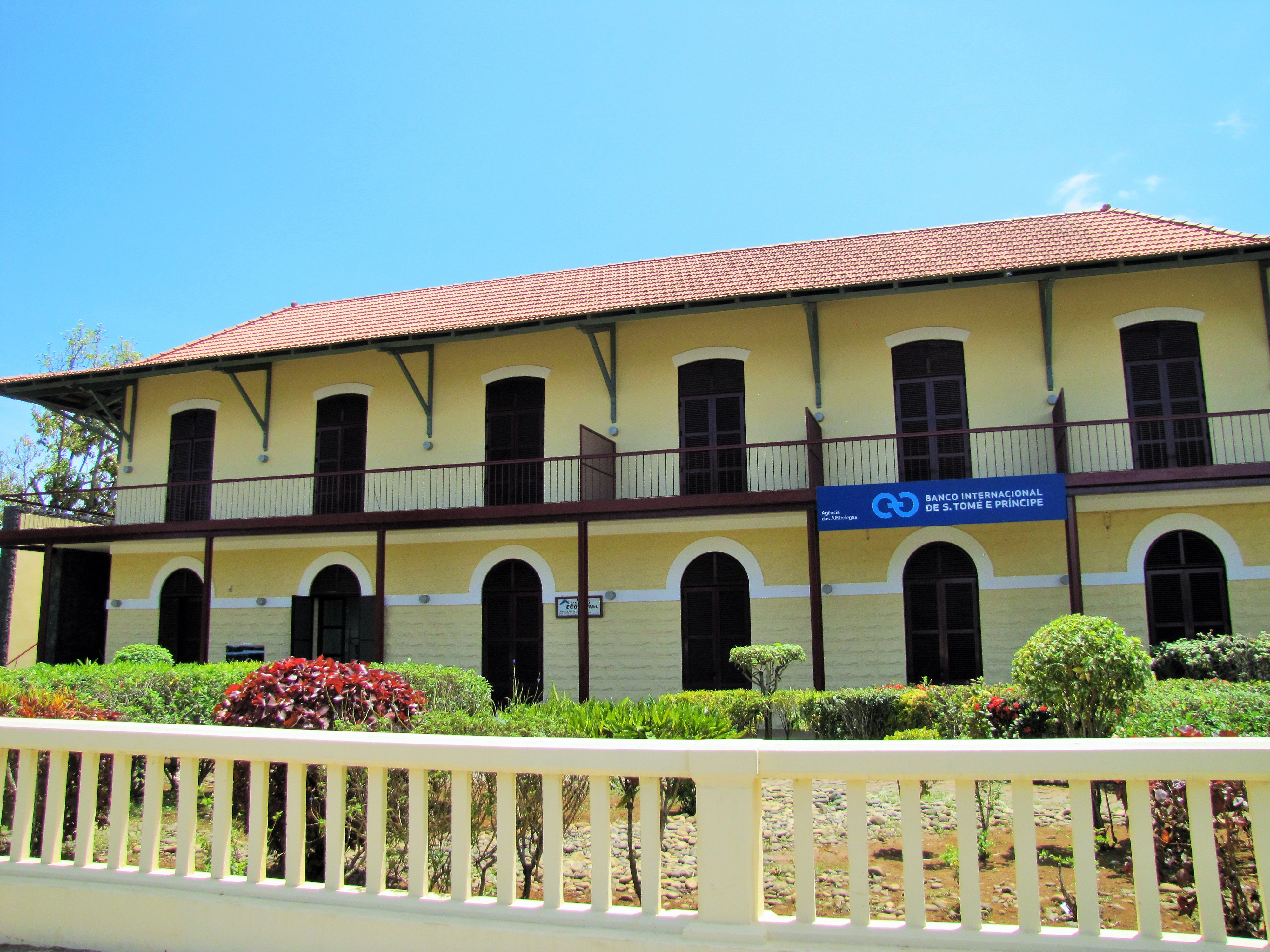
Antiga seu delBanc Internacional de São Tomé i Príncep
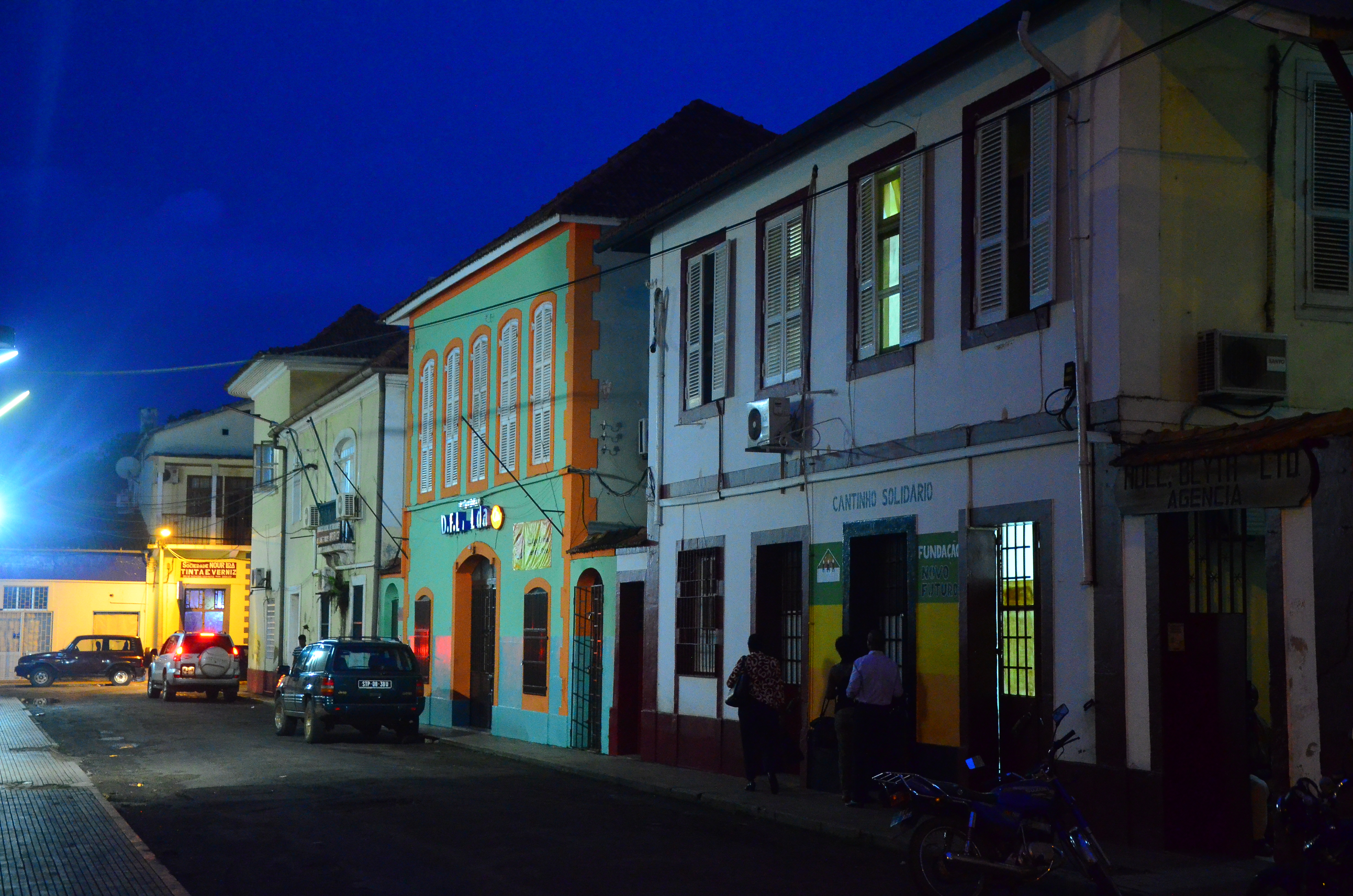
Centre de São Tomé
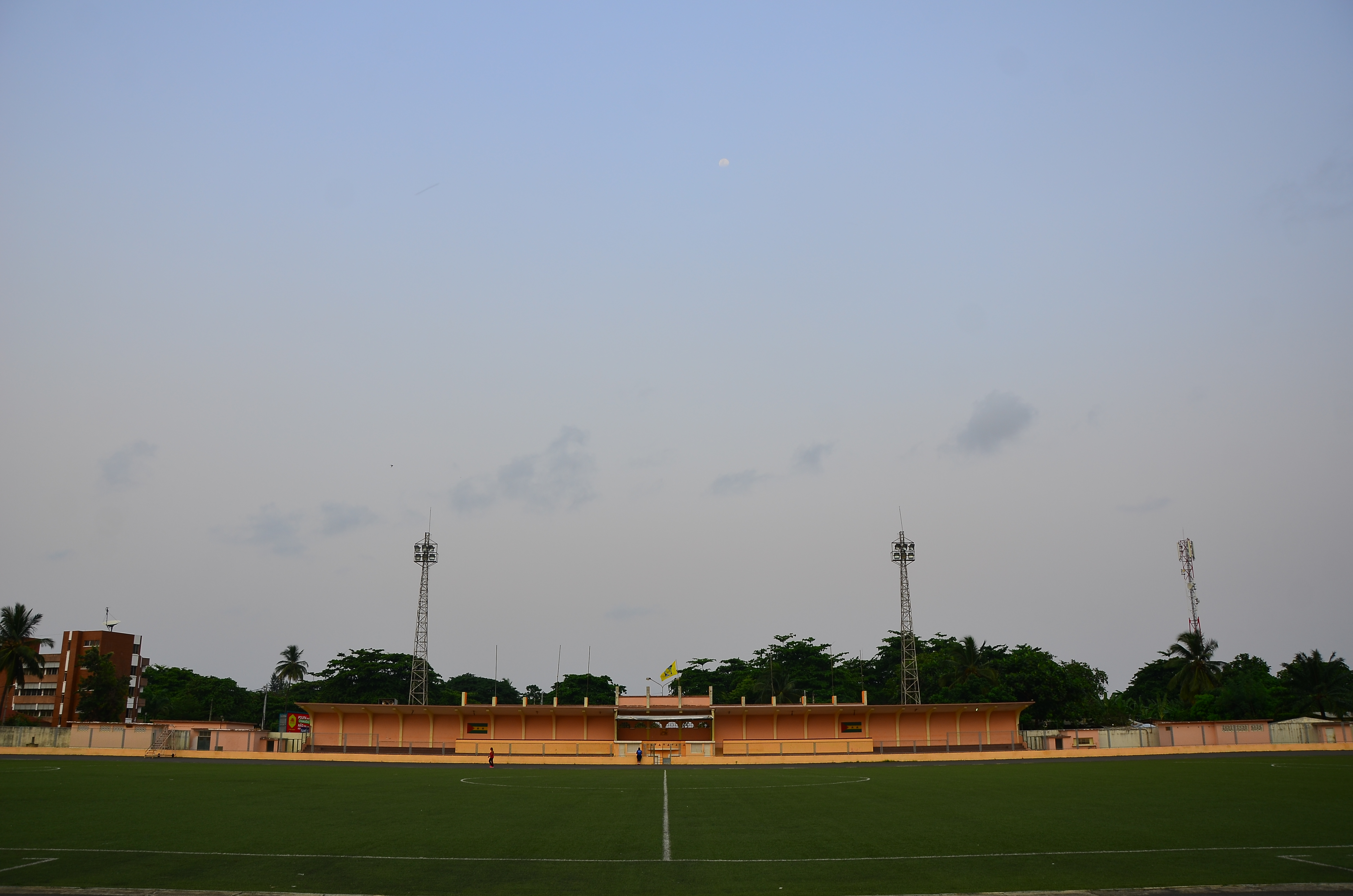
Estadi Nacional 12 de Juliol
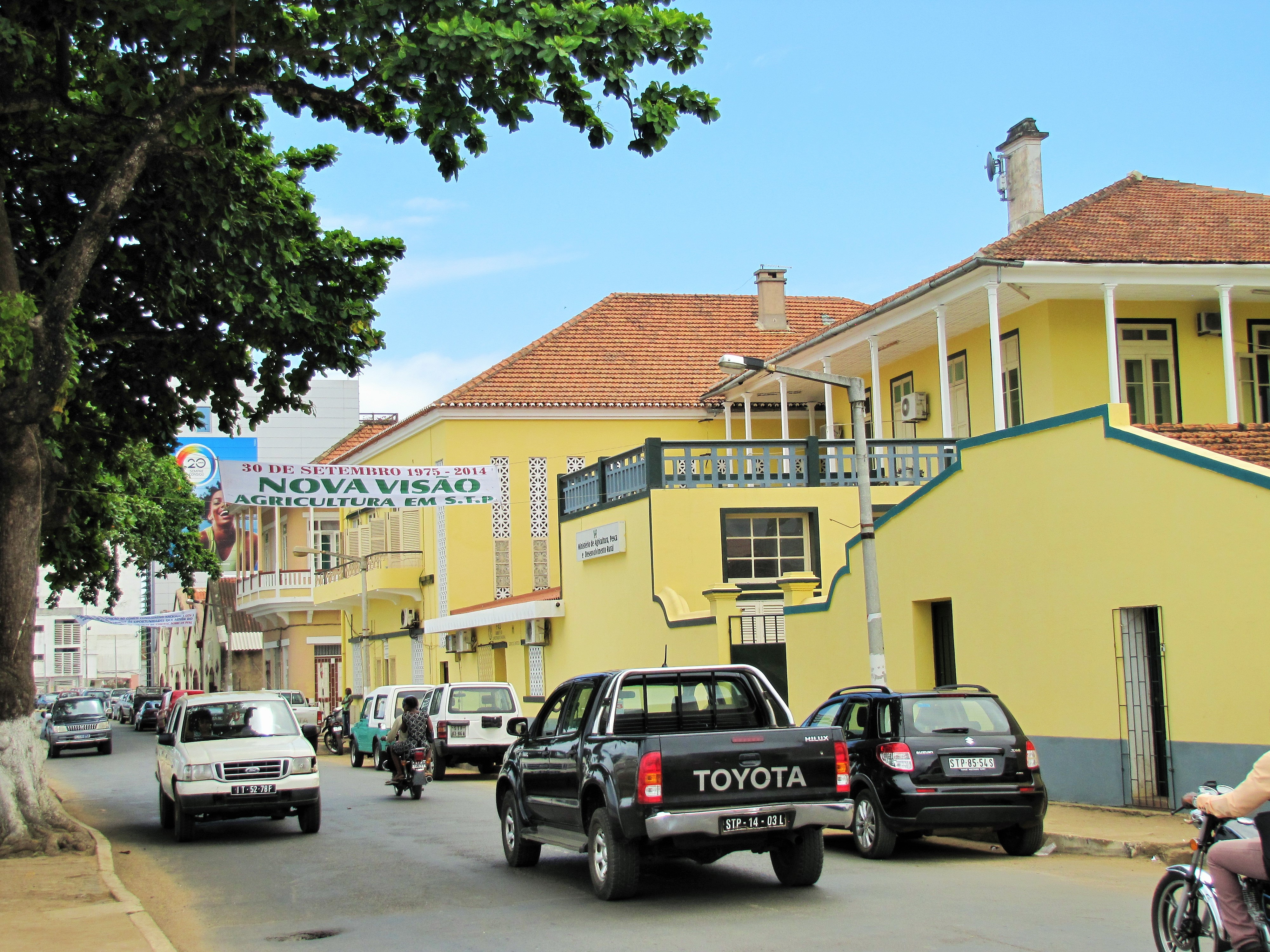
São Tomé, STP
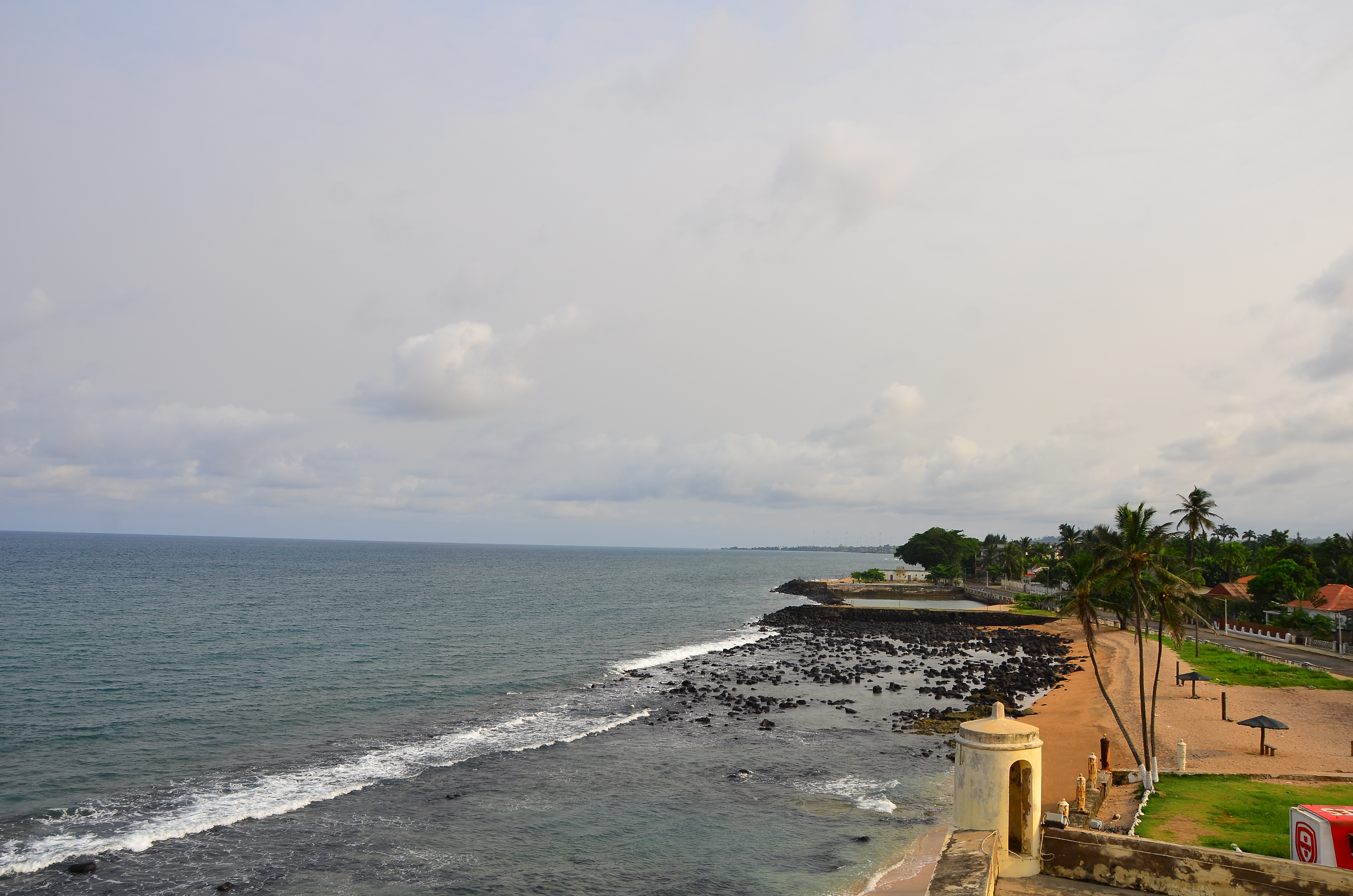
Baía Ana Chaves, São Tomé
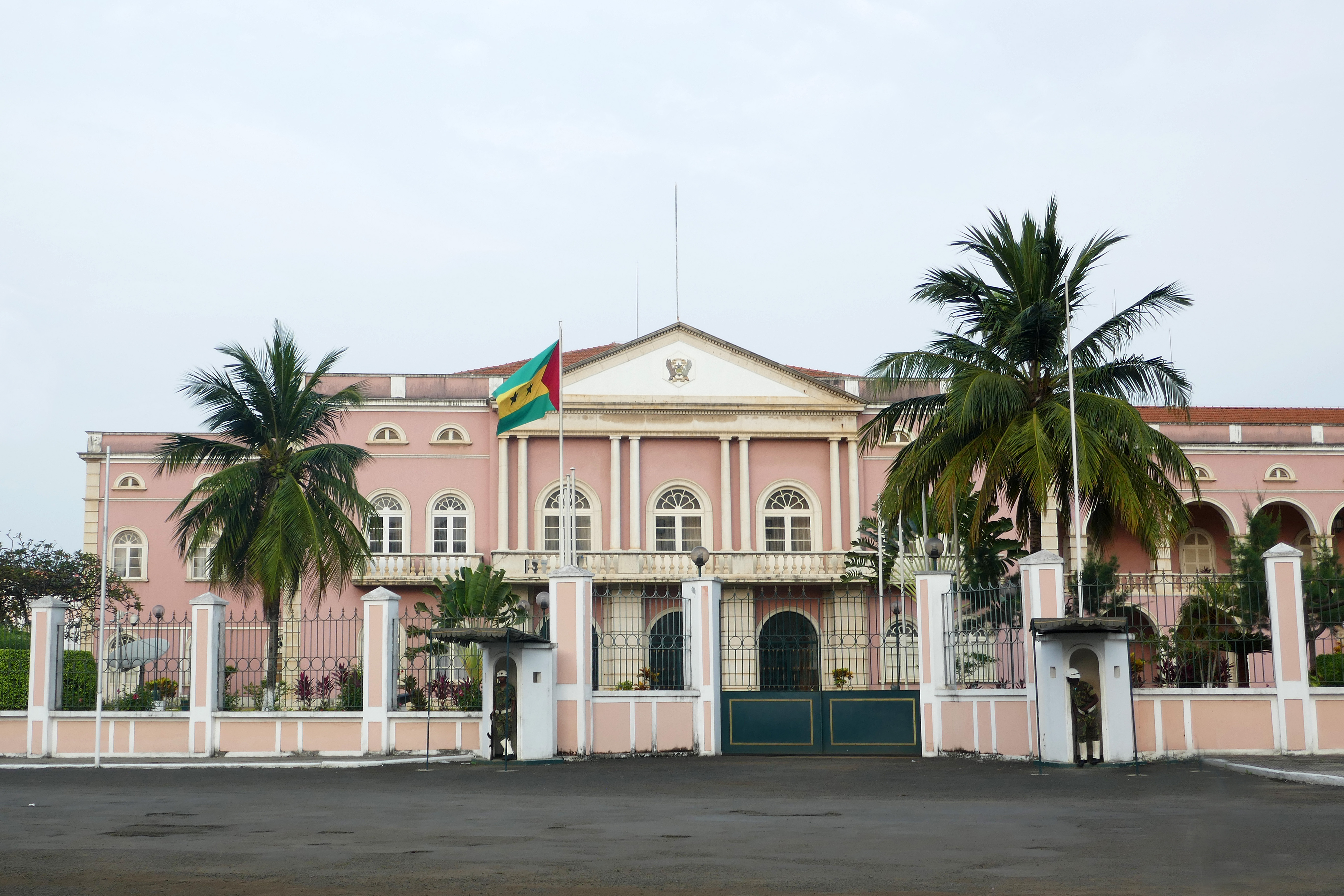
Palau Presidencial de São Tomé i Príncep
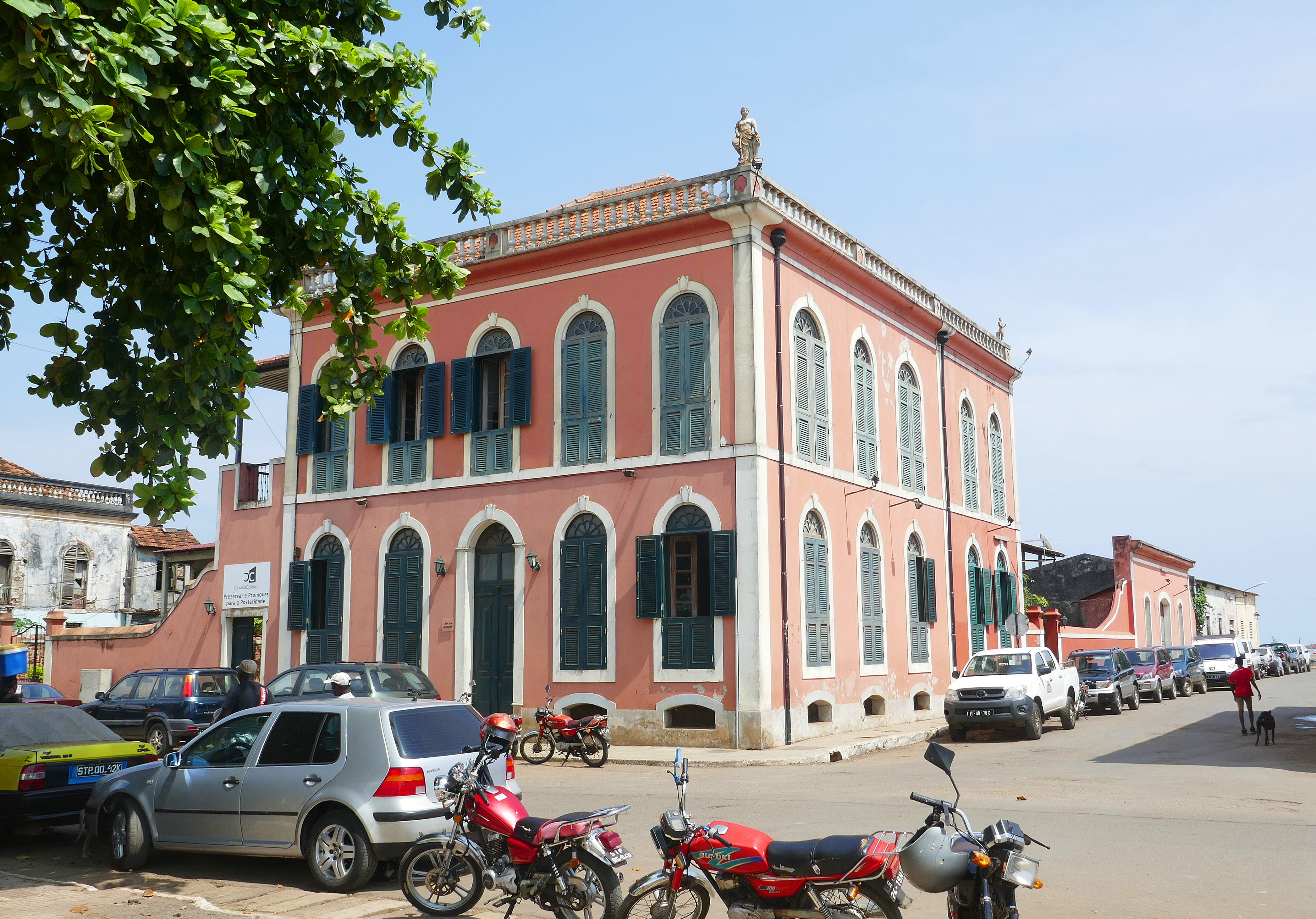
Casa da Cultura de São Tomé